# Ordeig
|  | Per a altres significats, vegeu «Josep Maria Ordeig i Malagón». |

Ordeig és una localitat de l'Uruguai, ubicada al sud-est del departament de San José. Es troba a 25 metres sobre el nivell del mar. Té una població aproximada de 2.310 habitants.